# Četrta križarska vojna
Četrta križarska vojna (1202–1204) je bil vojaški pohod, katerega namen je bil preko Egipta osvoboditi Jeruzalem, ki so ga leta 1187 osvojili Ajubidi. Namesto Jeruzalema so križarji iz zahodne Evrope aprila 1204 napadli in zasedli krščanski Konstantinopel, prestolnico Vzhodnega rimskega oziroma Bizantinskega cesarstva. Zasedba mesta je bila eno zadnjih dejanj v veliki shizmi med vzhodno pravoslavno cerkvijo in Rimskokatoliško cerkvijo. 
Križarji so na osvojenih bizantinskih ozemljih ustanovili Latinsko cesarstvo in druge latinske križarske države.

## Ozadje
Zaradi skromnih uspehov tretje križarske vojne (1189–1192) je bilo v Evropi bolj malo zanimanja za kakšno novo križarsko vojno proti muslimanom. Jeruzalem so osvojili Ajubidi, ki so vladali v Siriji in Egiptu, od Jeruzalemskega kraljestva, ki je prestolnico preselilo v Akon, pa je ostalo samo nekaj mest ob vzhodni sredozemski obali. V tretji križarski vojni so ustanovili tudi Ciprsko kraljestvo.
Papež Inocenc III., ki je papeški prestol nasledil leta 1198, je začel pozivati k novi križarski vojni, ki je postala glavni cilj njegovega pontifikata. Evropski monarhi se za njegov poziv večinoma niso menili: Nemci so se na vso moč upirali papeževi oblasti, Anglija in Francija pa sta se še vedno vojskovali med seboj. Zaradi pridig Fulka Neuillyjskega se je križarska vojska kljub temu zbrala na viteškem turnirju v Écryju, ki ga je leta 1199 organiziral grof Teobald III. Šampanjski. Za vodjo pohoda so izvolili kar njega, ker je leta 1201 umrl, pa je pohod namesto njega vodil italijanski grof Bonifacij I. Montferraški.
Bonifacij in drugi voditelji so poslali odposlance v Benetke, Genovo in druge mestne države, da bi se pogoditi za prevoz križarske vojske v Egipt. Eden od pogajalcev je bil tudi bodoči kronist pohoda Gotfrid Villehardouinski. Genovske republike posel ni zanimal.
Marca 1201 so se začela pogajanja z Beneško republiko, ki se je strinjala, da bo v Egipt prepeljala 33.500 križarjev, kar je bilo zelo visoko leteče število. Pogodba je zahtevala celo leto priprav, ker je bilo traba zgraditi veliko novih ladij za prevoz moštva in konj in usposobiti mornarje, kar bi okrnilo mestne trgovske dejavnosti. Križarska vojska naj bi imela 4.500 vitezov s pripadajočimi konji, 9.000 oprod in 20.000 pešakov.
Večina križarske vojske, ki se je zbrala pred Benetkami oktobra 1202, je bila iz Francije. Med njimi so bili možje iz  Bloisa, Šampanje, Amiensa, Saint-Pola, Ile-de-Franceja in Burgundije. Nekaj oddelkov je prišlo tudi iz drugih delov Evrope, na primer iz Flandrije in Montferrata. Druge pomembne skupine so prišle iz Svetega rimskega cesarstva. Med njimi so bili tudi možje škofov Martina Pairiškega in Konrada Halberstadtskega, ki jih je poleg beneških čet vodil dož Enrico Dandolo. Križarska vojska je bila pripravljena na odhod 24. junija 1202. Njen cilj je bil prestolnica Ajubidov Kairo. Pogodbo je potrdil papež Inocenc III. s svečano prepovedjo napada na kakšno krščansko državo.

## Napad na Zadar
Dogovor med križarji in Benečani za križarje ni bil obvezujoč, zato so za odhod v Kairo mnogi izbrali druga pristanišča. Flamci na primer so izbrali predvsem Marseille in Genovo. Do leta 1201 se je večina križarske vojske zbrala pred Benetkami, vendar v mnogo manjšem številu od pričakovanega: 12.000 namesto 33.500. Med njimi je bilo 4000–4500 vitezov in 8000 pešakov.  Benečani so svoj del pogodbe izvršili in zbrali 50 vojnih galej in 450 transportnih ladij, kar je bilo dovolj za tri krat večjo vojsko. Stari in oslepeli dož Dandolo križarjem ni dovolil oditi, dokler ne plačajo celotne pogodbene vsote, ki je znašala 85.000 srebrnih mark. Križarji bi v skrajnem primeru lahko zbrali samo 51.000 srebrnih mark. Za Benečane je to pomenilo polom, ker so zaradi priprav za dolgo časa zaustavili svoje trgovanje. Poleg tega je bilo za upravljanje ladij potrebnih samo 14.000 mož namesto pričakovanih 20.000–30.000, kar je za gospodarstvo mesta s 60.000–100.000 prebivalci pomenilo dodaten udarec.
Dandolu in Benečanom je uspelo preusmeriti križarski pohod v svojo korist in na ta način doseči plačilo stroškov. Leta 1182 je bil v Konstantinoplu pokol Latincev, po katerem je vladajoča dinastija Angelos ob podpori grškega prebivalstva izgnala beneške trgovce. Benečani so imeli zaradi teh dogodkov do Bizantincev precej sovražne odnose. Dandolo, ki se je križarskemu pohodu pridružil med slovesnostjo v beneški baziliki sv. Marka, je predlagal, da križrji poravnajo svoje dolgove z napadom na dalmatinsko mesto Zadar. Mesto je bilo pod beneško oblastjo celo 12. stoletje, leta 1181 pa se je uprlo in sklenilo zavezništvo z ogrskim kraljem Emerikom in Hrvaško. Vsi kasnejši beneški napadi na mesto so bili odbiti. Od leta 1202 je bilo mesto gospodarsko neodvisno in pod zaščito ogrskega kralja.
Ogrski kralj je bil katolik in se je tudi sam nameraval pridružiti križarskemu pohodu, čeprav so bili njegovi razlogi bolj politični kot duhovni in se na odhod sploh ni pripravljal. Mnogo križarjev je napadu na Zadar nasprotovalo, nekateri med njimi, na primer Simon Monfortski, pa so sodelovanje zavrnili in se skupaj s svojo vojsko vrnili domov. Medtem ko je papežev legat, kardinal Peter Kapuanski, napad odobril, da bi s tem preprečil popoln polom pohoda, je papež Inocenc III. napad obsodil in križarskim voditeljem zagrozil z izobčenjem.
Zgodovinar Geoffrey Hindley v knjigi Križarske vojne (Crusades) trdi, da je papež Inocenc III. leta 1202 križarjem katoliške veroizpovedi prepovedal kakršno koli nasilje proti pravoslavnim vernikom, čeprav je po drugi strani želel nad njimi uveljaviti svojo papeško oblast. Njegovo grožnjo so križarski voditelji pred svojo vojsko zatajili in napad se je nadaljeval. Meščani Zadra so se zanašali na to, da so tudi sami katoliki, in so na okna in mestno obzidje razobesili prapore s križi, kar pa ni preprečilo kratkotrajnega obleganja in zasedbe mesta. Ko je papež izvedel za napad, je križarje izobčil in jim ukazal, da se vrnejo k svoji sveti zaobljubi in se usmerijo proti Jeruzalemu. Križarski voditelji se za njegovo grožnjo niso zmenili in o tem svoje vojske niso obvestili.

## Odhod v Konstantinopel
Bonifacij Montferraški je zapustil ladjevje še preden je odplulo iz Benetk in obiskal svojega bratranca Filipa Švabskega. Razlogi za obisk so še vedno predmet razprav. Možno je, da je vedel za beneške načrte in se je hotel izogniti izobčenju, ali pa se je želel srečati s Filipovim svakom, princem  Aleksejem Angelom, sinom pred kratkim odstavljenega bizantinskega cesarja Izaka II. Angela. Aleksej je leta 1201 pobegnil iz Konstantinopla, ni pa znano, ali je Bonifacij vedel, da se skriva na Filipovem dvoru. Aleksej je na srečanju križarjem ponudil 200.000 srebrnih mark, 10.000 svojih vojakov, vzdrževanje 500 vitezov v Sveti deželi, usluge svoje mornarice pri prevozu križarske vojske v Egipt in vrnitev Vzhodne pravoslavne cerkve pod papeževo oblast. V zameno je pričakoval, da križarji odstavijo vladajočega cesarja Alekseja III. Angela in vrnejo na prestol odstavljenega Izaka II.. Aleksej je pričakoval, da bodo križarji zaradi pomanjkanja denarja njegovo ponudbo sprejeli.
Odnosi med križarji in Bizantinci so bili napeti od samega začetka križarskega gibanja. Ker bi Aleksejeva ponudba lahko vsaj teoretično premostila prepad med Vzhodom in Zahodom, je bila za Latince sprejemljiva. Grof Bonifacij se je zato s ponudbo strinjal in se skupaj z Aleksejem IV. odpravil na Krf, kjer se je pridružil križarskemu ladjevju, ki je priplulo iz Zadra. Na Krfu je Aleksejev predlog sprejela večina križarskih voditeljev, mnogi pa s predlogom niso hoteli imeti nobenega opravka in so preprosto dezertirali. Ladjevje 60 vojnih galej, 100 transportnih ladij za konje in 50 velikih transportnih ladij, ki ga je upravljalo 10.000 beneških veslačev in mornarjev, je priplulo pred Konstantinopel konec junija 1203. S seboj so pripeljali tudi 300 oblegovalnih naprav.
Konstantinopel je imel v tistem času 400.000 prebivalcev, garnizon s 15.000 vojaki, med katerimi je bilo 5000 Varjagov in ladjevje 20 galej. Osnovni motiv križarjev je bil vrniti Izaka II. na bizantinski prestol in dobiti obljubljeno plačilo, zato so sporočilo s takšno vsebino preko svojega odposlanca poslali cesarju Alekseju III. Angelu. Meščani se z zahtevami odstavljenega cesarja in njegovega sina niso strinjali, čeprav so bile uzurpacije oblasti v cesarstvu pogoste, tokrat pa je prestol ostal celo v isti družini. Križarji so zato z desetimi galejami pluli ob mestnem obzidju in razkazovali Alekseja IV., meščani na obzidju pa so ga na veliko presenečenje križarjev zasmehovali. Aleksej jim je namreč zagotavljal, da ga bodo prisrčno sprejeli. Križarji so najprej zasedli mesti Halkedono in Hrisopolis na maloazijski obali Bosporja in s komaj 80 frankovskimi vitezi porazili 500 bizantinskih konjenikov, potem pa prešli v napad na Konstantinopel. 

### Obleganje julija 1203
Križarji so morali pred napadom na mesto prečkati Bospor, za kar so potrebovali približno 200 ladij in galej. Aleksej III. je svojo vojsko razporedil ob obali severno od predmestja Galata. Križarji so jo napadli kar z ladij za prevoz konj in bizantinska vojska je pobegnila proti jugu.
Križarji so jih zasledovali in napadli Galatski stolp, ki je branil severni konec masivne verige, ki je preprečevala ladjam dostop v zaliv Zlati rog. Bizantinci so krenili v protinapad in imeli na začetku nekaj uspeha, potem pa so se morali umakniti v stolp. Križarjem je med zasledovanjem uspelo vdreti skozi odprta vrata stolpa in Bizantinci so se vdali. Zlati rog je bil zdaj odprt in beneško ladjevje je zaplulo vanj. 
11. julija so križarji zasedli položaje nasproti palače Blaherne na severovzhodnem vogalu mesta. Obleganje se je začelo 17. julija 1203 z napadom štirih divizij na kopenski del mestnega obzidja, ki so ga branili Varjagi, medtem ko so Benečani napadli odsek obzidja s približno 25 stolpi ob obali Zlatega roga. Varjagi so se zaradi napada Benečanov premaknili in poskušali odbiti njihov napad. Benečani so se morali zaradi požara umakniti. Požar je trajal tri dni in uničil približno pol kvadratnega kilometra mesta.
Aleksej III. je nazadnje le prešel v protinapad in skozi vrata sv. Romana povedel vojsko 17 divizij, ki je bila mnogo številčnejša od križarske. Njegova vojske je štela kakšnih 8.500 mož, križarska pa samo 3500. Alekseju je med napadom zmanjkalo poguma in njegova vojska se je brez boja umaknila v mesto. Umik in posledice požara, zaradi katerega je brez strehe ostalo kakšnih 20.000 meščanov, so močno načele moralo in meščani Konstantinopla so se obrnilo proti svojemu vladarju. Aleksej III. je pobegnil iz mesta in na prestol je prišel Aleksej IV. s svojim slepim očetom Izakom.

### Naslednji napadi na mesto
Aleksej IV. je spoznal, da bo težko izpolnil dane obljube. Alekseju III. je namreč uspelo s seboj odnesti kakšnih 500 kg zlata in nekaj dragocenih draguljev, tako da je državna blagajna ostala prazna. Mladi cesar je zato ukazal, naj se zlato in srebro zbereta s taljenjem dragocenih bizantinskih in rimskih ikon, vendar bi tudi na ta način lahko zbral največ 100.000 srebrnih mark. Za vse Grke, ki so poznali njegovo odločitev, je pomenila znak obupa in šibkosti, ki si zasluži božjo kazen. Bizantinski zgodovinar Niketas Honiates je njegovo odločitev opisal kot »prelomnico k propadu bizantinske države«.
Aleksej IV. je zaradi prisiljevanja meščanov k uničevanju njihovih dragocenih ikon na račun vojske razkolniških tujcev postal zelo nepriljubljen, zato je v strahu za svoje življenje prosil križarje za preložitev izvršitve pogodbe za šest mesecev, se pravi do konca aprila 1204.
V mestu so kljub temu še vedno potekali boji. Avgusta 1203 so križarji napadli mošejo, ki jo branile združene muslimanske in bizantinske enote, Aleksej IV. pa je medtem krenil z vojsko 6000  križarjev proti Adrianoplu, da bi napadel svojega rivala Alekseja III..
Benečani so se bali protinapada Bizantincev, zato so med svojimi in bizantinskimi položaji zanetili ognjeno zaveso. Požar se je razširil in uničil velik del mesta. Sovraštvo do Alekseja IV. je naraščalo, dokler ga ni njegov dvorjan Aleksej Dukas, ki je zaradi košatih obrvi dobil vzdevek Murzufl, vrgel s prestola in zadavil. Izpraznjeni prestol je zasedel Aleksej Dukas kot Aleksej V.. Kmalu zatem je umrl tudi Izak Angel, verjetno naravne smrti. 
Križarji in Benečani, razdraženi zaradi smrti svojega domnevnega zaščitnika, so od Murzufla zahtevali, da spoštuje obljube, ki jih je dal njegov predhodnik. Novi cesar je njihovo zahtevo zavrnil, zato so križarji ponovno napadli mesto. Napadu 8. aprila 1204 se je bizantinska vojska krepko uprla, kar je križarjem vzelo velik del poguma. Bizantinci so s težkimi izstrelki obstreljevali križarske oblegovalne naprave in jih mnogo razbili. Križarje je močno oviralo tudi slabo vreme, ker je veter je pihal z obale in preprečeval večini ladij, da bi se dovolj približale obali, da bi napadle obzidje. Napadli do samo pet obrambnih stolpov in nobenega od njih jim ni uspelo zasesti. Sredi popoldneva je postalo jasno, da je napad spodletel.
Vojaški neuspehi so med napadalci zasejali dvom v pravičnost napada na pravoslavne kristjane in neuspehe so pripisali božji kazni. Latinski duhovniki so preučevali nastalo stanje in se dogovarjali, kako naj ljudi prepričajo, da dogodki 8. aprila niso bili božja obsodba grešne odprave. Trdili so, da je pohod pravičen in da bo s pravo vero uspel. Pojem božjega preskušanja odločnosti križarjev med občasnimi zastoji je bil že pred tem prikladno orodje za razlago neuspehov vojaškega pohoda. 
Sporočilo duhovnikov je bilo zasnovano tako, da je križarje pomirilo in ohrabrilo. Svojo trditev, da je bil napad na Konstantinopel božji navdih, so podkrepili s trditvijo, da so Grki izdajalci in morilci svojega zakonitega vladarja Alekseja IV.. Duhovščina je za razlaganje uporabljala podžigajoč jezik in poleg tega trdila, da so Grki še slabši od Judov in so zato izzvali Boga in papeža, da nekaj ukreneta.
Papež je ponovno zahteval, da mesta ne napadejo, vendar je duhovščina njegovo pismo zatajila in križarji so se pripravili na nov napad s kopnega, medtem ko bi Benečani napadli z morja. Vojska Alekseja V. je ostala v mestu, da bi ga branila skupaj s cesarjevo telesno stražo Varjagi, vendar je cesar Aleksej V. ponoči pobegnil iz mesta.

### Plenjenje mesta
12. aprila 1204 so bili vremenski pogoji za križarje končno ugodni. Pihal je močan severni veter, ki je omogočil, da so beneške ladje priplule prav do mestnega obzidja. Po kratki bitki v predmestju Blaherne je približno sedemdesetim križarjem uspelo vdreti v mesto, drugim pa je končno uspelo v mestnem obzidju prebiti nekaj dovolj velikih odprtin, da se je lahko nekaj vitezov naenkrat prerinilo skoznje. Uspešni so bili tudi Benečani, ki so v zelo krvavi bitki z Varjagi zasedli del obzidja. Križarji so osvojili mestno četrt Blaherne na severozahodu mesta in jo uporabili za izhodišče za napad na druge dele mesta. Svoj položaj so v strahu pred protinapadom Bizantincev zavarovali z ognjeno zaveso, zaradi katere je pogorel velik del mesta. V požaru je brez strehe nad glavo ostalo okrog 15.000 meščanov. 13. aprila so križarji zasedli še zadnje dele mesta. 
Zasedbi mesta je sledilo tridnevno divjaško plenjenje, med katerim je bilo ukradenih ali uničenih mnogo starodavnih rimskih in grških umetnin. Uničena je bila tudi mogočna Konstantinopelska knjižnica. Križarji so kljub zaobljubi in grožnji z izobčenjem neusmiljeno in sistematično oskrunjali mestne cerkve in samostane in uničevali in kradli vse, kar jim je prišlo pod roke. Vrednost plena, ki so ga naropali, naj bi znašala 900.000 srebrnih mark. Benečani so na račun križarskega dolga prejeli 150.000 srebrnih mark, križarji pa 50.000 srebrnih mark. Naslednjih 100.000 srebrnih mark so si v enakih delih razdelili križarji in Benečani. Ostanek 500.000 srebrnih mark so skrivaj obdržali številni križarski vitezi.
Plenjenje Konstantinopla je živo opisal Speros Vryonis v svojem delu Bizanc in Evropa:
{{quotation|Latinski vojaki so začeli nepopisno pleniti največje mesto v Evropi. Tri dni so na veliko ubijali, posiljevali, ropali in uničevali, česar v tolikšni meri niso počeli niti starodavni Vandali in Goti. Konstantinopel je bil pravi muzej antične in bizantinske umetnosti in tako neverjetno bogato trgovsko središče, da so bili Latinci osupli nad bogastvom, na katerega so naleteli. Benečani, ki so bili sami na pol Bizantinci, so edini znali ceniti umetnine in so večino bogastva obvarovali pred uničenjem, Franki in drugi pa so vsevprek uničevali, se opijali z vinom, onečaščali nune in ubijali pravoslavne duhovnike. Svoje sovraštvo do Grkov so najbolj barbarsko sproščali s skrunjenjem Hagije Sofije, največje cerkve v krščanskem svetu, v kateri so razbili srebrne ikonostase in ikone in uničili svete knjige. Na patriarhov prestol so posedli prostitutko, ki je pela neotesane pesmi, in pili vino iz cerkvenih svetih posod. Razkol med Vzhodom in Zahodom, ki se je poglabljal nekaj stoletij, je dosegel svoj višek v strašnem pokolu, ki je sledil osvojitvi Konstantinopla. Grki so bili prepričani, da tako kruti, kot so bili latinski kristjani, ne bi bili niti Turki. Poraz Bizantinskega cesarstva, ki je bilo že v zatonu, je pospešil politično degenaracijo, tako da je cesarstvo kmalu postalo lahek plen prodirajočih Turkov. Končni rezultat križarskega gibanja je bila torej zmaga islama, kar je bilo točno nasprotno njegovim prvotnim ciljem.
Ko je papež Inocenc III. izvedel za dejanja svojih križarjev, je bil globoko osramočen in besen in jih je močno oštel. 
Propadlo Bizantinsko cesarstvo so si skladno s kasnejšo pogodbo razdelili Benečani in križarski voditelji. V Konstantinoplu je bilo ustanovljeno Latinsko cesarstvo. Meščani so zgleda menili, da bi bil njihov cesar Bonifacij Montferraški, vendar ni bil izvoljen, ker je imel po mnenju Benečanov preveč zvez s prejšnjim cesarstvom. Njegov brat Renier Montferraški je bil namreč poročen z Marijo Komneno, ki je bila v 1170.-ih in 1180-ih letih bizantinska cesarica. Za cesarja so namesto njega izvolili Baldvina Flandrijskega. Bonifacij je zato ustanovil svoje Solunsko kraljestvo, ki je bilo vazal Latinskega cesarstva. Benečani so na egejskih otokih ustanovili Egejsko vojvodino. Bizantinski begunci so ustanovili svoje države, med katerimi so bile najpomembnejše Nikejsko cesarstvo Teodorja Laskarisa, sorodnika Alekseja III., Trapezundsko cesarstvo in Epirski despotat.

## Rezultat
Skoraj noben križar tudi kdaj kasneje ni prišel v Sveto deželo, nestabilno Latinsko cesarstvo pa je posesalo večino evropske križarske energije. Zapuščina četrte križarske vojne je bil globok občutek izdaje Latincev, ki se je vcepil v spomin njihovih grških sovernikov. Razkol med Vzhodno in Zahodno cerkvijo se z dogodki leta 1204 ni končal, ampak se je dokončno utrdil. Sklepno besedo k dogodkom je imel papež Inocenc III., ki je ostro obsodil dejanja križarjev in jih izobčil. Njegova reakcija je bila kljub ostrini kratkotrajna. Ko so križarji prinesli v Rim kupe denarja, draguljev in zlata, ki so ga naropali v Konstantinoplu, jih je papež prisrčno sprejel in preklical njihovo izobčenje.
Latinsko cesarstvo se je kmalu soočilo s številnimi sovražniki, ki jih na začetku ni upoštevalo. Poleg bizantinskih grških držav v Epirju in Nikeji so nanje pritiskali tudi  seldžuški Turki in Drugo bolgarsko cesarstvo. Grške države so se borile za prevlado tako z Latinci kot med seboj. 
Skoraj vsi grški in latinski udeleženci vojne so bili kmalu zatem ubiti. Murzufla je Aleksej III. izdal, zato so ga Latinci ujeli in v Konstantinoplu usmrtili. Alekseja III. je kmalu zatem ujel Bonifacij Montferraški in ga poslal v pregnanstvo v južno Italijo. Leto dni po osvojitvi Konstantinopla so latinskega cesarja Baldvina v bitki pri Odrinu 14. aprila 1205 odločilno porazili Bolgari. Baldvina so ujeli in car Kalojan ga je obsodil na smrt. Dve leti kasneje, 4. septembra 1207, so Bolgari iz zasede ubili tudi Bonifacija Montferraškega in njegovo glavo poslali Kalojanu. Nasledil ga je mladoletni sin Dimitrij Montferraški, ki je vladal do svoje polnoletnosti, potem pa ga je porazil epirski despot in Murzuflov sorodnik Teodor I. Dukas. Solunsko kraljestvo je po njegovem porazu leta 1224 ponovno prišlo pod bizantinsko oblast. 
Razna latinsko-frankovska gospostva po vsej Grčiji, predvsem v Atenski vojvodini in Kneževini Moreji, so imela kulturne stike z zahodno Evropo in podpirala poučevanje grščine. Z zahoda so prinesla nekaj francoske kulture, na primer znamenito zbirko zakonov  Assises de Romanie. Morejska kronika je bila napisana v francoski in grški, kasneje tudi v italijanski in aragonski različici. V Grčiji je še vedno mogoče videti impresivne ostanke križarskih gradov in gotskih cerkva. Latinsko cesarstvo je kljub temu vedno stalo na majavih temeljih. Konstantinopel so leta 1261 zasedli Grki Mihaela VIII. Paleologa iz Nikeje in ponovno vzpostavili trgovino z Benetkami.
Sredi 15. stoletja je latinska (rimskokatoliška) Cerkev poskušala organizirati novo križarsko vojno, ki bi ponovno vzpostavila Vzhodno rimsko oziroma Bizantinsko cesarstvo, katerega so postopoma in vztrajno trgali napredujoči osmanski Turki. Poskus je propadel, ker velika večina bizantinskega prebivalstva in velik del njihove duhovščine ni sprejel in priznal Združitve Vzhodne in Zahodne cerkve, ki jo je na koncilu v Firencah in Ferrari (1431–1445) podpisal ekumenski patriarh Jožef II. Konstantinopelski. Grško prebivalstvo, ki je imelo vcepljen odpor do Latincev in zahodnih držav, je menilo, da je bizantinska civilizacija, ki je temeljila na pravoslavni veri, bolj varna pod osmansko kot rimsko oblastjo. Bizantinci so torej zavestno žrtvovali svojo politično svobodo in neodvisnost, da so ohranili svojo versko tradicijo in obrede in jih ločili od rimskega Svetega sedeža. V poznem 15. stoletju in na začetku 16. stoletja so Ogrska, Poljska, Vlaška in Srbija organizirali dva križarska pohoda. Obakrat je zmagalo Osmansko cesarstvo.

## Zapuščina
Odličen poznavalec srednjega veka, zgodovinar Steven Runcinman, je leta 1954 napisal, da je bila četrta križarska vojna do takrat največji poznani zločin proti človeštvu. Prerekanja okoli četrte križarske vojne so pripeljale do razhajajočih se mnenj o tem, ali je bil cilj pohoda resnično osvojitev Konstantinopla. Tradicionalno mnenje, da je bil, sta leta 1977 izpodbijala Thomas F. Madden in Donald E. Queller v njuni knjigi Četrta križarska vojna.
Osemsto let po četrti križarski vojni je papež Janez Pavel II. dvakrat izrazil obžalovanje za dogodke v omenjeni vojni. Leta 1201 je v pismu atenskemu nadškofu Hristodulosu napisal: »Tragično je, da so se napadalci, ki so nameravali zagotoviti varen dostop kristjanov do Svete dežele, obrnili proti svojim bratom v veri. Dejstvo, da so bili napadalci latinski kristjani, napolni katolike z globokim obžalovanjem.« Leta 2004 je konstantinopelskega patriarha Bartolomeja I. med njegovim obiskom v Vatikanu vprašal: »Kako si ne bi mogli, na razdalji osmih stoletij, deliti bolečine in gnusa.« Njegovo vprašanje je izzvenelo kot opravičilo grški pravoslavni cerkvi za strašen pokol, ki so ga zagrešili križarji v četrti križarski vojni.
Aprila 2004 je ekumenski patriarh Bartolomej I. ob 800. obletnici padca mesta opravičilo formalno sprejel. Med liturgijo, katere se je udeležil lyonski rimskokatoliški nadškof Philippe Barbarin, je dejal: »Duh sprave je močnejši od sovraštva. S hvaležnostjo in spoštovanjem sprejemamo vašo odkritosrčno obžalovanje za tragične dogodke v četrti križarski vojni, ostaja pa dejstvo, da so bili zločini pred osem sto leti tukaj storjeni.« Bartolomej je rekel, da je sprejetje opravičila prišlo v duhu Velike noči: »Duh sprave vstajenja ... nas vzpodbuja k spravi naših Cerkva.«
Četrta križarska vojna je bila ena zadnjih velikih križarskih vojn, ki so jih sprožili papeži, in se je zelo hitro izmuznila njihovemu nadzoru. Po sporih med laiki in papeževim legatom, ki so privedli do hitrega propada petega križarskega pohoda, so kasnejše križarske pohode vodili posamezni evropski monarhi, večinoma proti Egiptu. Samo v enem od njih, šestem, je križarjem uspelo osvojiti Jeruzalem, čeprav samo za malo časa. Križarski pohodi so, izgleda, postali za udeležence zanimivi predvsem zaradi političnih in gospodarskih in vedno manj zaradi duhovnih motivov.

### Primarni viri
- Niketas Honiates, The Sack of Constantinople
- Robert de Clari, The Conquest of Constantinople Arhivirano 2006-06-23 na Wayback Machine. (glej tudi izvlečke iz drugih prevodov)
- The Sack of Constantinople by the Crusaders (izvlečki iz več srednjeveških zapisov)
- The Fourth Crusade 1204: Collected Sources (izvlečki iz več srednjeveških zapisov)
- Geoffroi de Villehardouin, Chronicle of The Fourth Crusade and The Conquest of Constantinople
- Papež Inocenc III., Graja papeževega legata
- Morejska kronika

### Sekundarni viri
- Crusades, Encyclopædia Britannica 2006.
- Charles Brand, Byzantium Confronts the West, 1180-1204.
- Godfrey, John 1204: The Unholy Crusade Oxford: Oxford University Press, 1980.
- Hindley, Geoffrey The Crusades: A History of Armed Pilgrimage and Holy War. New York, NY: Carroll and Graf Publishers, 2003 Nova izdaja: The Crusades: Islam and Christianity in the Struggle for World Supremacy New York, NY: Carroll and Graf Publishers, 2004.
- Lilie, Ralph-Johannes, Byzantium and the Crusader States, 1096-1204. Oxford: Clarendon Press, 1993
- Madden, Thomas F. (2003). Enrico Dandolo and the Rise of Venice. Baltimore: Johns Hopkins University Press. ISBN 978-0-8018-7317-1.
- Madden, Thomas F., Donald E. Queller. The Fourth Crusade: The Conquest of Constantinople. Philadelphia, PA: University of Pennsylvania Press, 1997.
- Marin, Serban. A Humanist Vision regarding the Fourth Crusade and the State of the Assenides. The Chronicle of Paul Ramusio (Paulus Rhamnusius), Annuario del Istituto Romano di Cultura e Ricerca Umanistica, 2. zvezek (2000), str. 51–57.
- McNeal, Edgar, Robert Lee Wolff. The Fourth Crusade, A History of the Crusades, 2. zvezek, Philadelphia, PA: University of Pennsylvania Press, 1962.
- Nicol, Donald M. Byzantium and Venice: A Study in Diplomatic and Cultural Relations.
- Noble, Peter S. Eyewitnesses of the Fourth Crusade – the War against Alexius III, Reading Medieval Studies, 25, 1999.
- Phillips, Jonathan. The Fourth Crusade and the sack of Constantinople. New York: Viking, 2004. ISBN 978-0-14-303590-9.
- Queller, Donald E. The Latin Conquest of Constantinople. New York, NY; London, U.K.; Sydney, NSW; Toronto, ON: John Wiley and Sons, Inc., 1971.
- Queller, Donald E., Susan J. Stratton. A Century of Controversy on the Fourth Crusade. Studies in Medieval and Renaissance History 6. zvezek (1969). str, 237-277; ponatis v Donald E. Queller, Medieval Diplomacy and the Fourth Crusade London, U.K.: razni ponatisi, 1980.
- Thomas F. Madden. Crusades: The Illustrated History.